# Nobelkomitee
Ein Nobelkomitee ist der Arbeitskreis, der damit betraut ist, Kandidaten für die Auszeichnung mit dem Nobelpreis zu nominieren. Der Nobelpreis wird in fünf thematisch unterschiedlichen Kategorien vergeben. Für jede der fünf Kategorien gibt es ein eigenes Nobelkomitee.
Vier der fünf Nobelkomitees sind Arbeitskreise innerhalb der Institutionen, die auch den Nobelpreis verleihen. Für die Nobelpreise auf den Fachgebieten Physik und Chemie ist die Königliche Schwedische Akademie, für Physiologie oder Medizin das Karolinska-Institut und für Literatur die Schwedische Akademie zuständig. Die Nobelkomitees schlagen lediglich mögliche Preisträger vor, während die endgültige Entscheidung für einen in die engere Wahl genommenen Kandidaten von einer größeren Versammlung getroffen wird. Letztere setzt sich im Falle der Nobelpreise für Physik, Chemie und Literatur aus der gesamten Akademie zusammen, und für den Nobelpreis für Physiologie oder Medizin besteht sie aus 50 Mitgliedern der Nobelversammlung am Karolinska-Institut.
Das fünfte Nobelkomitee, das für den Friedensnobelpreis zuständige fünfköpfige Norwegische Nobelkomitee, dessen Mitglieder vom Norwegischen Parlament gewählt werden, hat einen besonderen Status, da es zugleich der vorschlagende Arbeitskreis als auch das Gremium ist, das den Nobelpreis verleiht.